# Harry Edwards
Harry Edwards (East St. Louis, 22 novembre 1942) è un sociologo e attivista statunitense per i diritti umani.

## Biografia
Nativo  dell'Illinois, ottenne per meriti sportivi una borsa di studio presso la San José State University. Fu proprio nell'ateneo californiano che Edwards pose le basi dell'Olympic Project for Human Rights, un'organizzazione affiliata alle Pantere Nere che si batté per i diritti civili degli afroamericani in ambito sportivo-universitario. La protesta raggiunse il culmine nel corso della premiazione della gara dei 200 m delle Olimpiadi di Città del Messico 1968, quando i velocisti afroamericani Tommie Smith e John Carlos, compagni di Edwards alla San José e rispettivamente medaglia d'oro e di bronzo, alzarono i loro pugni, rivestiti da un guanto nero, verso il cielo sulle note dell'inno americano.
Harry Edwards ottenne un dottorato di ricerca presso la rinomata Cornell University di New York e, successivamente, una cattedra di sociologia presso la Berkeley University, dove poté fregiarsi del titolo di professore emerito.
Il suo impegno per i diritti degli sportivi afroamericani non terminò dopo il clamoroso gesto di protesta di Città del Messico; egli infatti ha ricoperto e continua a ricoprire dei ruoli importanti all'interno delle principali associazioni sportive americane (NBA, NFL) al fine di preservere pari diritti agli sportivi afroamericani.